# 青海景天
青海景天（学名：Sedum tsinghaicum）为景天科景天属的植物，为中国的特有植物。分布在中国大陆的青海等地，生长于海拔3,800米至4,100米的地区，一般生于山坡石崖或河滩上，目前尚未由人工引种栽培。